# Tellurure d'indium(III)
Le tellurure d'indium(III) est un composé inorganique de formule In2Te3. Solide noir, il est parfois décrit comme un composé intermétallique, car il a des propriétés semblables à celles d'un métal et à celles d'un sel. C'est un semi-conducteur qui a suscité un intérêt occasionnel pour ses applications thermoélectriques et photovoltaïques. Cependant, aucune application n'a été mise en oeuvre commercialement.

## Préparation et réactions
Uen voie conventionnelle consiste à chauffer les éléments dans un tube scellé :
3 Te  +  2 In  ->  In2Te3
Le tellurure d'indium(III) réagit avec les acides forts pour produire du tellurure d'hydrogène.